# Особенные
«Осо́бенные» (фр. Hors normes) — французский драматический фильм 2019 года режиссёров Оливье Накаша и Эрика Толедано. Сценарий фильма был написан также Оливье Накашем и Эриком Толедано в соавторстве. Исполнителем главной роли стал Венсан Кассель. Мировая премьера фильма состоялась на Каннском кинофестивале в 2019 году.

## Сюжет
Организация помощи особенным людям, от которых отказываются медучреждения в силу некомпетентности и отсутствия финансирования государством. Рассказывает о героях сегодняшнего дня,  которые не стремятся к наградам, а всего-навсего счастливы от того, что они посвятили себя помощи другим.

## В ролях
- Венсан Кассель в роли Брюно Ароша;
- Реда Катеб в роли Малика;
- Элен Венсан в роли Элен;
- Альбан Иванов[фр.] в роли Менахема;
- Катрин Муше в роли Доктора Ронсан;
- Фредерик Пьеро[фр.] в роли инспектора соцслужбы;
- Сулиан Браим[фр.] в роли инспектрисы соцслужбы.

## Производство
«Особенные» — это совместная сценарная и режиссёрская работа Эрика Толедано и Оливье Накаша, известными такими своими предыдущими фильмами как «1+1» (2011), «Самба» (2014) и «Праздничный переполох» (2017). В главных ролях снялись звёзды французского кинематографа Винсент Кассель и Реда Катеб. Музыка к фильму была записана немецко-швейцарским музыкальным дуэтом «Грэндбразерс».